# Eastbourne Borough Football Club
L'Eastbourne Borough Football Club è una squadra di calcio semiprofessionistica inglese, con sede nella città di Eastbourne; è membro della Conference South, e gioca le partite casalinghe al Priory Lane St..

## Allenatori
- Tommy Widdrington (2012-2017)
- Mark McGhee (2019)
- Mark Beard (2023-2024)

## Palmarès

### Competizioni regionali
- Southern Combination Football League: 1

1999-2000
- Sussex Senior Challenge Cup: 3

2001-2002, 2008-2009, 2015-2016
- Sussex County League Cup: 1

1989-1990
- Sussex Floodlight Cup: 1

1997-1998

### Altri piazzamenti
- National League South:

Secondo posto: 2007-2008
Terzo posto: 2024-2025
Promozione: 2004-2005
- Southern Football League:

Secondo posto: 2002-2003